# بوبوف دل
بوبوف دل شهری در استان کیوستندیل کشور بلغارستان است که جمعیت آن در سال ۲۰۰۱ میلادی ۶٬۹۱۵ نفر بوده است.